# Monument à Jules Destrée
Le Monument à Jules Destrée est une statue en bronze érigée sur le Boulevard Audent à Charleroi  en Belgique en hommage à Jules Destrée, avocat, homme politique et militant wallon marcinellois.   

## Description
Le monument se trouve à l'intersection de la rue de la Montagne et du boulevard Audent, la statue représente Jules Destrée debout, une main en poche, l’autre légèrement en avant, sur un socle de pierre bleue, gravé avec l'annotation "À Jules Destrée". 
Réaménagés en 2013, les abords du monument sont toujours aujourd’hui un lieu de rassemblement pour le Mouvement wallon, et une étape indispensable lors des Fêtes de Wallonie au Pays Noir.

## Historique
Figurant parmi les premiers parlementaires du Parti ouvrier belge, Jules Destrée, originaire d'une famille bourgeoise, sera très vite acquis à la cause sociale et à la défense des plus faibles, et notamment à la base du développement de l'instruction dans la classe ouvrière. Il les défendra à plusieurs reprises dans des assises et dans ses prises de positions publique. 
L'idée d'une statue en son honneur à Charleroi est lancée par le député provincial René Thône, ayant été étudiant à l'Université du Travail, et ensuite reprise par l'autorité communal. Le sculpteur Alphonse Darville est choisi pour réaliser la statue. L’emplacement pour accueillir le monument n’est pas dû au hasard, il faisait face au Palais du Peuple, la maison du Peuple que fréquentait Destrée, et se situait à quelques pas de l’ancien Palais de Justice, où Destrée exerça son métier d’avocat. 
Il sera inauguré le 23 juin 1957 en la présence du roi Baudouin, des ministres Léo Collard, Edmond Leburton, Hendrik Fayat, du gouverneur de la Province du Hainaut, Émile Cornez, du président du parti socialiste, Max Buset, du bourgmestre, Octave Pinkers et de plusieurs autres personnalités publique belge.